# L’Unità

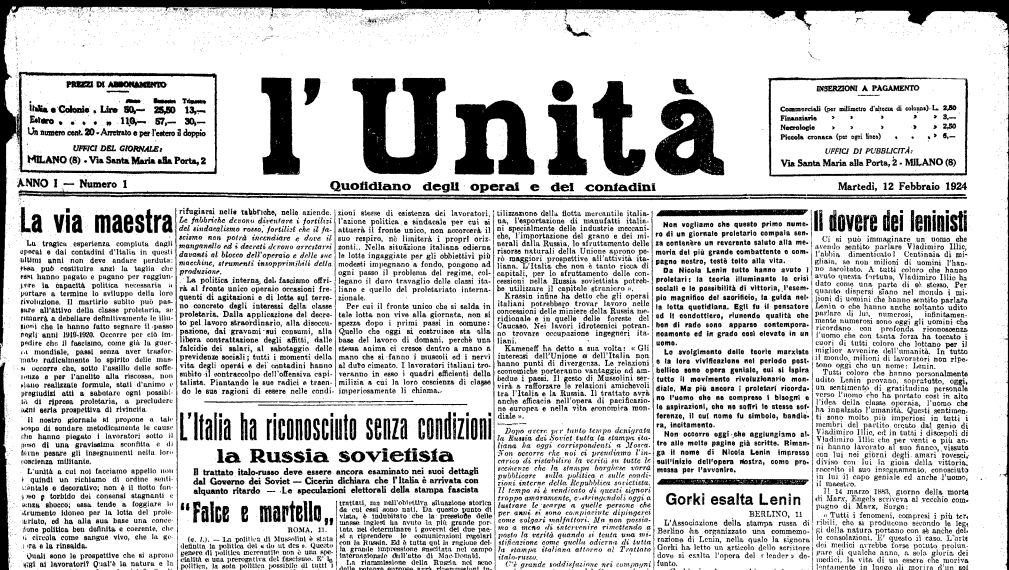
Первая полоса первого номера. 1924 год

«Унита́», часто ошибочно «Уни́та» (итал. L’Unità [luniˈta], с итал. — «Единство») — итальянская газета, основанная 12 февраля 1924 года руководителем Итальянской коммунистической партии Антонио Грамши. В период, когда к власти в Италии пришла Национальная фашистская партия во главе с Бенито Муссолини, газету запретили, и она издавалась подпольно.
Долгое время «Унита» была одной из крупнейших и влиятельнейших газет Италии. В ней работали талантливые литераторы, например, в  середине-конце 1940-х годов редактором газеты «Унита» был известный итальянский писатель  Амедео Уголини, антифашист Эудженио Куриэль.
С 1924 по 1991 год была официальным органом прессы Итальянской коммунистической партии. Сегодня газета не связана к какой-либо партией, однако её политика близка к позиции Итальянской Демократической партии. В 1989—1990 годах газета издавалась с сатирическим журналом «Cuore», редактором которого был сотрудник газеты Микеле Серра. В 1992—1996 годах редактором был Вальтер Вельтрони, сопровождавший издания газеты бесплатными приложениями — книгами и видеокассетами.
В первый раз газета ненадолго закрылась в 2000 году — в период экономического спада в Италии. В последние годы дневной тираж L’Unita составлял чуть более 20000 экземпляров. Из-за тяжелого состояния, в котором оказалась экономика Италии, а также из-за снижения читательского спроса, газета оказалась на грани банкротства. Три последних месяца были особенно тяжелыми: журналистам и редакторам перестали выплачивать зарплату, накопился долг за типографию.
В конце июля 2014 года все сотрудники редакции — около 80 человек — получили письма об увольнении.
С 1 августа 2014 года газета прекратила своё существование из-за неспособности акционеров договориться о стратегии развития. Иными словами, газета закрылась из-за убыточности.
С 30 июня 2015 года директором новой редакции газеты становится сторонник Демократической партии Эразмо д’Анджелис (итал. Erasmo D'Angelis). 30 июня 2015 выпуск газеты был восстановлен, газета издаётся в бумажном и электронном вариантах (в Интернете). Также был изменён логотип: апостроф стал зелёным и слово «Unita» становится белым на красном фоне.